# Paul Christian Frank
Paul Christian Frank (Kristiania, 28 novembre 1879 – Oslo, 21 febbraio 1956) è stato un avvocato e politico norvegese.

## Biografia
Fu amministratore delegato dell'associazione di categoria Norges Handelsstands Forbund (1920-1952).
Durante l'occupazione della Norvegia da parte della Germania nazista fu imprigionato nel Møllergata 19 dal giugno al luglio 1941, poi nel campo di concentramento di Grini (12 settembre 1941-26 novembre 1942). Venne arrestato per la terza volta nel giugno 1944; dopo un mese a Åkebergveien fu incarcerato in Grini dal luglio ad agosto del 1944. Cercò di proteggere l'associazione di categoria Norges Handelsstands Forbund in modo che non venisse usurpata dai nazisti. Il 12 giugno 1941 venne firmato un mandato d'arresto per Erling Steen. Il 18 giugno altri sei manifestanti vennero arrestati, tra cui Paul.